# Біхроматичний друк
Біхроматичний друк — це контактна техніка фотографічного друку, що не потребує використання галогенідів срібла. Натомість як зазначає назва техніки, активним елементом в ній є дихромати.
Біхроматичні принти, як правило, являють собою багатошарові зображення, які іноді поєднуються з іншими методами друку, такими як ціанотипія та платинотипія. Найкраще для цієї техніки підходить папір з волокон бавовни, адже він здатен витримати багаторазове та тривале замочування якого потребує біхроматичний друк. Кожен шар пігменту окремо наноситься, фіксується, експонується та змивається. Для повноколірного зображення використовуються розділові негативи блакитного, пурпурового та жовтого, або червоного, зеленого та синього кольорів. Деякі фотографи віддають перевагу заміні блакитної емульсії в розділенні CMYK шаром ціанотипії.

## Історія

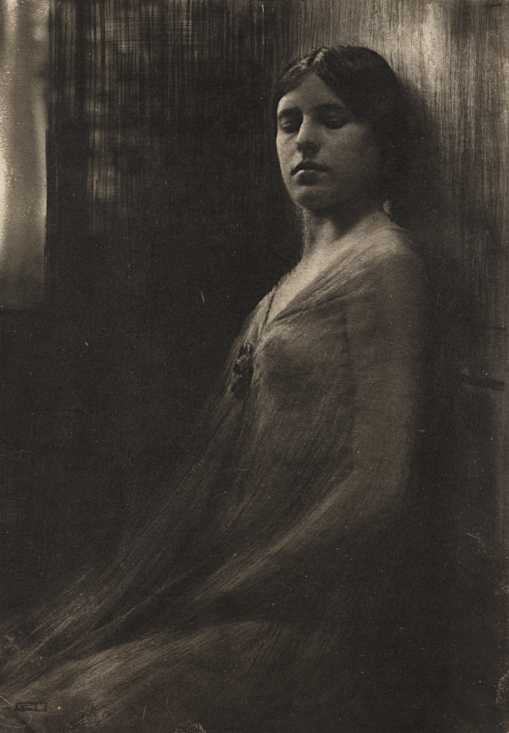
Принт в техніці біхроматичного друку Роберта Демаші

Біхроматичний друк, дихроматичний друк або, як його ще називають гумібіхроматичний друк, був винайдений в середині 19-го століття, коли Мунго Понтон виявив, що дихромати світлочутливі. Пізніше Вільям Генрі Фокс Тальбот визначив, що суміш біхромату з колоїдами, такими як желатин і гуміарабік, робить їх нерозчинними у воді, після експозиції суміші на сонячному світлі. Альфонс Пуатевен додав до колоїдно-біхроматичної суміші графітовий пігмент, створивши таким чином у 1855 му році перший графітовий принт. У 1858 році Джон Пунсі скориставшись кольоровими пігментами замість графітового, надрукував перше кольорове зображення.

## Огляд процесу друку
Коли колоїдно-біхроматична суміш піддається впливу ультрафіолетового світла, білок, природньо присутній в колоїдних речовинах твердіє і стає нерозчинним у воді. Незатвердлий матеріал легко розчиняється і змивається в прохолодній воді, залишаючи на аркуші нерозчинний білковий принт.
Щоб отримати суміш для біхроматичного друку, гуміарабік змішують з пересиченим розчином біхромату калію, або біхромату амонію. Світлочутливість розчину експоненційно зростає залежно від кількості присутнього в ньому біхромату. Проте чим більший відсоток біхромату в розчині, тим відповідно менший в ньому відсоток пігменту, що зменшує контрастність принту, яка навіть в кращих випадках доволі низька. Тож концентрація біхромату в суміші – це завжди компроміс між часом експозиції і контрастом.
Пересичений розчин біхромату амонію може містити до 15 % активної речовини, тоді як біхромат калію обмежується приблизно 10 %. Спроба перевищити дану концентрацію призводить до утворення хромової кислоти у вигляди твердої плівки і унеможливлює будь-які спроби друку. Отже, найбільша світлочутливість розчину якої можна досягти оцінюється приблизно в 0,003 ASA. Отриману суміш пензлем наносять на відповідну основу, найчастіше це попередньо ґрунтований желатиновим розчином бавовняний папір, і дають повністю висохнути в темряві. Згодом, негатив, розмір якого визначає розмір готового принту, розміщають на поверх висохлого розчину, і піддають дії джерела ультрафіолетового світла, як правило, сонячного світла.
Часто для досягнення деталізації в усіх тональних діапазонах, в друці використовують кілька негативів. Використання багаторазової експозиції принту вимагає багато уваги в накладанні негативів. Адже кожен новий надрукований шар має ідеально накладатись на попередньо надруковане зображення. Під час експонування, найпрозоріші частини негативу забезпечують безперешкодне проникнення ультрафіолету на поверхню світлочутливої суміші що затвердіває, в той час, як найщільніші ділянки, захищають цю суміш від впливу променів, а отже вона залишається розчинною у воді. . Таким чином після миття принту на папері залишається позитивне фотографічне зображення.
Після експонування, принт поступово проявляють в декількох баках з прохолодною водою. Коли принт повністю перестане забарвлювати воду, це означатиме що всі неекспоновані ділянки з надлишками пігменту і біхромату розчинились у воді і принт готовий. Гуміарабік що залишився на папері на цьому етапі, хоч і не розчинний, проте м'який і вразливий, його легко пошкодити, здерти необережним рухом, тому маніпулювати принтом потрібно обережно. Опісля, принт потрібно висушити, і за потреби повторити всі попередні етапи для досягнення кращого контрасту або ж деталізації.